# Scopula paucisignata
Scopula paucisignata är en fjärilsart som beskrevs av Krausse 1912. Scopula paucisignata ingår i släktet Scopula och familjen mätare. Inga underarter finns listade.